# Hussein Salem
Hussein Salem (arabisch حسين سالم, DMG Ḥusain Sālim; * 11. November 1933 in Kairo; † 12. August 2019 in Madrid) war ein ägyptischer Unternehmer. Er galt als persönlicher Freund des ehemaligen ägyptischen Präsidenten Husni Mubarak.

## Leben
Salem wurde am 11. November 1933 in Sinai Peninsula, Ägypten geboren. Sein Vater, Kamal el-Din, arbeitete als Schullehrer, starb aber während Salems Kindheit an Typhus. Danach zog seine Familie in eine Wohnung im Korba-Viertel des Kairoer Stadtteils Heliopolis. Seine Mutter, Hosnia Tabozoda, die türkischer Herkunft war, hatte große Schwierigkeiten, ihre Kinder mit der Rente ihres verstorbenen Mannes zu versorgen, was Salem, das älteste seiner beiden Geschwister, zwang, der wichtigste Versorger der Familie zu werden. Außerdem hatte Salem fünf Halbgeschwister von der ersten Frau seines Vaters (Hosnia war seine zweite Frau), die jedoch nicht für sie verantwortlich war. Dementsprechend waren die meisten von ihnen älter als Salem. 1959 heiratete er Nazimah Abdel-Hamid Ismail, worauf hin das Paar in eine Drei-Zimmer-Wohnung zog. Die monatliche Miete betrug neun Pfund (Salems Monatsgehalt betrug 18 Pfund). Das erste Kind des Paares, Khaled, wurde 1961 geboren, zwei Jahre später folgte die Geburt ihrer Tochter Magda. Laut einem seiner Nachbarn besaß Salem in den 1960er und frühen 1970er Jahre kein Auto und nicht viele Luxusartikel. Er schrieb Khaled in Saint George, einer privaten britische Schule in Heliopolis ein. Salem musste sich häufig Geld leihen, um die Kosten zu decken.

## Karriere
Ab 2005 durfte Salem exklusiv mit ägyptischen Erdgas handeln. Er kontrollierte unter anderem die East Mediterranean Gas Company.
Husni Mubarak wurde unter anderem angeklagt, Hussein Salem ein Monopol für Erdgasexporte unter dem Marktpreis an Israel beschafft zu haben und dafür Gelder entgegengenommen zu haben. Salem soll laut Anklage über 200 Millionen Euro an dem Geschäft verdient haben.
Salem befand sich im August 2011 in Spanien in Haft.